# Estelle Getty

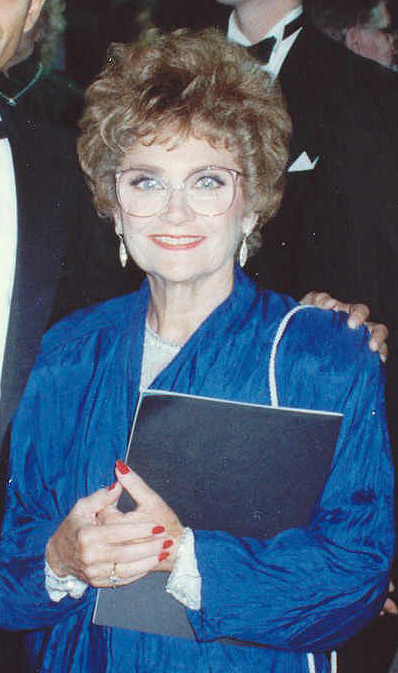
Estelle Getty, 1989

Estelle Getty (* 25. Juli 1923 in Manhattan, New York City als Estelle Scher; † 22. Juli 2008 in Los Angeles), eigentlich Estelle Scher Gettleman, war eine US-amerikanische Schauspielerin. International bekannt wurde sie als Darstellerin der Sophia Petrillo in der Serie Golden Girls.
Im Jahr 2009 wurde sie zur Disney-Legende ernannt.

## Biographie
Estelle Scher war die Tochter der polnisch-jüdischen Einwanderer Sarah und Charles Scher. Ihr Vater eröffnete ein Glaswarengeschäft, das schließlich von Arthur Gettleman übernommen wurde. 1947 heiratete sie Gettleman, von dessen Nachnamen sie ihren Künstlernamen ableitete.
Nach einer Schauspielausbildung gelangte Getty schnell zu einem Engagement in New York und kam auch bald zum Film. International bekannt wurde sie aber erst durch ihre Rolle als Sophia Petrillo in der Fernsehserie Golden Girls, die von 1985 bis 1992 in den USA gedreht und danach weltweit ausgestrahlt wurde. Hierin spielte sie die stets sarkastische, humorvolle und lebenserfahrene Seniorin einer Vier-Frauen-WG, für die sie 1986 mit einem Golden Globe und 1988 mit einem Emmy Award ausgezeichnet wurde. Auch in der Nachfolgeserie Golden Palace, die von 1992 bis 1993 gedreht und gesendet wurde, trat sie in der Rolle der Sophia auf.
Nach dem Ende von Golden Girls und Golden Palace spielte Estelle Getty die Rolle der Sophia bis 1995 als regelmäßig wiederkehrende Nebenrolle in der Serie Harrys Nest (Empty Nest), die 1988 als Spin off der Golden Girls gestartet war. Ferner tauchte Sophia in einigen Folgen der Serie Hallo Schwester! (Nurses) auf, die 1991 wiederum als Ableger von Empty Nest konzipiert worden war. Estelle Getty war somit die einzige Darstellerin der Golden Girls, die in allen drei Serien auftrat und deren Charakter am längsten in Erstausstrahlungen im Fernsehen zu sehen war. Mit einem weiteren Auftritt in der Serie Blossom verkörperte sie die Sophia Petrillo über 255 Episoden in fünf verschiedenen Serien.
Estelle Getty spielte zudem in verschiedenen Filmen mit, unter anderem in Stuart Little und in Stop! Oder meine Mami schießt! (mit Sylvester Stallone). Nachdem Getty vermeintlich an der Parkinson-Krankheit erkrankt war, zog sie sich im Jahr 2000 aus der Öffentlichkeit zurück. Später wurde bekannt, dass sie an Lewy-Körper-Demenz litt. Nach dem Tod ihres Ehemannes 2004 lebte Estelle Getty zurückgezogen in Los Angeles und verstarb dort am 22. Juli 2008 drei Tage vor ihrem 85. Geburtstag und wurde auf dem Hollywood Forever Cemetery Friedhof in Hollywood (Kalifornien) beigesetzt. Sie hinterließ zwei Söhne.
Ihre deutsche Synchronsprecherin war Barbara Ratthey.

## Filmografie (Auswahl)
- 1978: Team–Mates
- 1982: Nurse (Fernsehserie, 1 Folge)
- 1982: Baker’s Dozen (Fernsehserie, 1 Folge)
- 1982: Tootsie (kurzer Auftritt)
- 1983: Todesschwadron (Deadly Force)
- 1984: Fantasy Island (Fernsehserie, 1 Folge)
- 1984: Cagney & Lacey (Fernsehserie, S03F05 – Babyhandel – Mrs. Rosenmeyer)
- 1984: No Man’s Land (Fernsehfilm)
- 1984: Hotel (Fernsehserie, S02F01 – Privatsphäre – Roberta Abrams)
- 1984: Victims for Victims: The Theresa Saldana Story (Fernsehfilm)
- 1985: Die Maske (Mask)
- 1985: Newhart (Fernsehserie, 1 Folge)
- 1985–1992: Golden Girls (The Golden Girls, Fernsehserie, 180 Folgen)
- 1985: Copacabana (Fernsehfilm)
- 1987: Mannequin
- 1987: Roomies (Fernsehserie, 1 Folge)
- 1988–1995: Harrys Nest (Empty Nest, Fernsehserie, 52 Folgen)
- 1990: The Earth Day Special
- 1990: City (Fernsehserie, 1 Folge)
- 1991: Alles Pasta! (The Fanelli Boys, Fernsehserie, 1 Folge)
- 1991: Blossom (Fernsehserie, 1 Folge)
- 1992: Stop! Oder meine Mami schießt! (Stop! Or My Mom Will Shoot)
- 1992–1993: Golden Palace (The Golden Palace, Fernsehserie, 24 Folgen)
- 1993: Hallo Schwester! (Nurses, Fernsehserie, 1 Folge)
- 1995: Hallo Cockpit (The Crew, Fernsehserie, 1 Folge)
- 1996: Ein Hauch von Himmel (Touched by an Angel, Fernsehserie, 1 Folge)
- 1996: Brüder (Brotherly Love, Fernsehserie, 1 Folge)
- 1996: Nachtschicht mit John (The John Larroquette Show, Fernsehserie, 1 Folge, S03F17 – "Here We Go Again" (Golden Girls – Das Musical))
- 1997: Eine himmlische Kupplerin (A Match Made in Heaven, Fernsehfilm)
- 1997: Verrückt nach dir (Mad About You, Fernsehserie, 2 Folgen)
- 1997: Duckman: Private Dick / Family Man (Fernsehserie, 1 Folge, nur Stimme)
- 1998: Die Nanny (The Nanny, Fernsehserie, 1 Folge)
- 1999: The Sissy Duckling  (Fernsehfilm)
- 1999: Stuart Little
- 2000: Fortune Hunters – Die Glücksjäger (The Million Dollar Kid)
- 2000: Ladies Man (Fernsehserie, 1 Folge)
- 2001: Irgendwie L.A. (It's Like, You Know..., Fernsehserie, 1 Folge)

## Auszeichnungen
American Comedy Award
1991 gewonnen: Lustigste Nebendarstellerin in einer Fernsehserie (Golden Girls)
1992 gewonnen: Lustigste Nebendarstellerin in einer Fernsehserie (Golden Girls)
2009 Auszeichnung zur Disney-Legende
Emmy
1986 nominiert: Herausragende Nebendarstellerin in einer Comedyserie (Golden Girls)
1987 nominiert: Herausragende Nebendarstellerin in einer Comedyserie (Golden Girls)
1988 gewonnen: Herausragende Nebendarstellerin in einer Comedyserie (Golden Girls)
1989 nominiert: Herausragende Nebendarstellerin in einer Comedyserie (Golden Girls)
1990 nominiert: Herausragende Nebendarstellerin in einer Comedyserie (Golden Girls)
1991 nominiert: Herausragende Nebendarstellerin in einer Comedyserie (Golden Girls)
1992 nominiert: Herausragende Nebendarstellerin in einer Comedyserie (Golden Girls)
Golden Globe Award
1986 gewonnen: Beste Serien-Hauptdarstellerin – Komödie oder Musical (Golden Girls)
1987 nominiert: Beste Serien-Hauptdarstellerin – Komödie oder Musical (Golden Girls)
1992 nominiert: Beste Nebendarstellerin – Serie, Mini-Serie oder TV-Film (Golden Girls)
Goldene Himbeere
1993 gewonnen: Schlechteste Nebendarstellerin (Stop! Oder meine Mami schießt!)
1986 erhielt sie zusammen mit Beatrice Arthur, Rue McClanahan und Betty White den Golden Apple Award als „Weiblicher Star des Jahres“ sowie im Jahr 2003 den TV Land Award.